# Yours Truly (Air Supply)
Yours Truly è un album in studio del gruppo soft rock australiano Air Supply, pubblicato nel 2001.

## Tracce
1. Who Am I – 3:38
2. Body Glove – 4:34
3. Don't Throw Our Love Away – 4:58
4. Why Don't You Come Over – 5:10
5. Tell Me of Spring – 4:07
6. Yours Truly – 4:37
7. You Are the Reason (feat. Mehnaz) – 4:28
8. Only One Forever – 3:22
9. If You Love Me – 4:22
10. The Scene – 4:30
11. Learning to Make Love to You – 4:29
12. Peaches and Cream – 4:16
13. Hard to Forget Her – 3:41